# 高旼廷
高 旼廷（コ・ミンジョン、ハングル表記：고민정、1979年8月23日 - ）は、大韓民国の国会議員、元大韓民国の大統領秘書室スポークスウーマン、元アナウンサー。 

## 経歴
1979年、ソウル特別市に生まれる。本貫は済州高氏。
2004年から2017年1月まで韓国放送公社（KBS）にアナウンサーとして所属した。
2017年2月5日共に民主党に入党して、大統領選挙における文在寅陣営の選挙対策委員会スポークスウーマンとして活動し、選挙後の5月18日に文在寅政権の大統領秘書室副報道担当者に任命された。2019年2月21日、選任行政官の秘書官級に昇進し、4月25日には大統領秘書室スポークスウーマンに任命された。2020年、総選挙出馬のためスポークスウーマンを退き、共に民主党に入党した。そして第21代総選挙で当選し、国会入りした。
2021年のソウル市長補欠選挙では朴映宣陣営のスポークスウーマンを務めたが、後述の騒動により辞退した。

### 学歴
- 1998年、盆唐高等学校（朝鮮語版）卒業
- 2002年、慶熙大学校中語中文学科学士

### 職歴
- 2004年 - 2017年 第30期KBS公開採用アナウンサー（KBS全州放送総局、KBS昌原放送総局地域勤務）
- 2017年 - 2019年 青瓦台副代弁人
- 2019年 - 2020年 青瓦台代弁人
- 2020年 -  共に民主党国会議員
- 2022年 -  共に民主党最高委員[6]

## 騒動
2020年に元ソウル特別市長の朴元淳によるセクハラ事件の発覚直後、同党議員の権仁淑などの反対を押し切り、被害者女性について「被害者と規定するのはまだ早い感じがする」として南仁順、陳善美と共に「被害呼訴人」（被害を訴えた人）という表現を推進したため、「二次加害」に繋がると批判された。その結果、被害者女性は2021年3月のソウル市長補欠選挙の選挙運動中に記者会見を開き、高に対する懲戒を要求したため、翌日に高は朴映宣陣営のスポークスウーマンを辞職し、Facebookで「私の間違った考えで被害者に苦痛を与えたことに頭を下げて謝罪します」と書いた。
2022年の大統領選挙の途中、Facebookにペットの犬猫の写真を上げて、「ペットたちも李在明候補への支持を宣言する」と書いたため、対立陣営やネット上から「動物の選挙利用に当たる」と批判された。

## エピソード
夫は11歳年上の詩人のチョ・ギヨンで、1男1女をもうけた。結婚前はチョが事実上無職であったため、父親から「もう1年考えろ」と言われたが、1年間に心変わりがなかったため結婚した。チョは高の放送局時代に主夫をやってきた。
大学時代は民衆歌謡サークル（ノレペ）に所属していたため、デモに参加した後に警察に逮捕されたことがある。
KBS入社から6年未満の際に充電と組織の中の自分の位置を探そうとして、一時休職して中国への留学を選んだ。
2017年に文在寅陣営に抜擢された時は放送局を辞めた後の生計問題などで1か月間悩んだ。しかし、夫と文在寅に会った後は政界への転身を決心した。
政界入り以降は強気でやや攻撃的な態度と物議を醸した言動（四字熟語の誤用など）が目立つため、インターネット上での高に関する書き込みは8割ぐらいが悪質なものだと言われる。2021年ソウル市長補欠選挙で野党統一候補の呉世勲が当選した後、選挙時の言動により「野党勝利の隠れた功臣」と揶揄された。
親文の1人であり、元大統領秘書室長の任鍾晳は第21代総選挙で高の弁士を務めたとき、高を「文在寅の政治と哲学だけでなく、文在寅の息吹まで身につけた人」と表現した。